# خانه زهرا عبدالرحمانی
خانه زهرا عبدالرحمانی مربوط به دوره قاجار است و در شیراز، محله بیات، کوچه ۳۱۶، پلاک ۳۷ واقع شده و این اثر در تاریخ ۱۰ خرداد ۱۳۸۲ با شمارهٔ ثبت ۸۷۲۳ به‌عنوان یکی از آثار ملی ایران به ثبت رسیده است.